# Hipòtesi de Knudson
La hipòtesi de Knudson, també coneguda com la hipòtesi del doble impacte, és la hipòtesi que estableix que la majoria de gens requereixen dues mutacions, una en cada al·lel, per causar un canvi fenotípic. Va ser formulada per Alfred G. Knudson en el 1971 i va conduir de manera indirecta a la identificació de gens relacionats amb el càncer. Knudson va guanyar en el 1998 el premi Albert Lasker d'investigació mèdica per la seva recerca.
Knudson va dur a terme una anàlisi estadística en els casos de retinoblastoma, un tumor a la retina que pot aparèixer de manera esporàdica o de manera heretada. Va observar que els casos hereditaris l'aparició del tumor succeïa quan els individus encara eren nens, en canvi, en els casos esporàdics, el tumor apareixia durant la vida adulta. A més, en els casos hereditaris el tumor apareixia de manera recurrent en els dos ulls, suggerint una predisposició genètica, en canvi en la majoria de casos esporàdics només apareixia en un.
Knudson va hipotetitzar que calia que l'ADN patís dues vegades una mutació per causar el tumor. En el cas dels nens amb retinoblastoma familiar, la primera mutació l'heretaven, atès que rebien un al·lel mutat de què seria identificat més tard com el gen RB1. La segona mutació era adquirida, i es produïa en l'altre al·lel del gen RB1. En els casos esporàdics, aquestes dues mutacions que són necessàries per a l'aparició del tumor, eren adquirides i, per tant, necessitaven més temps per produir-se, explicant així l'edat més avançada dels pacients.
Més tard es va saber que la carcinogenèsi, és a dir el desenvolupament del càncer, depèn de la mutació de protooncogens (gens que estimulen proliferació de cèl·lula) i en la desactivació de gens supressors de tumor, els quals són gens que mantenen la divisió cel·lular sota control. Tanmateix, la hipòtesi de Knudson es refereix concretament, a l'heterocigocitat dels gens supressors de tumor. És a dir, una mutació en ambdós al·lels en algun gen supressor de tumor és necessària per iniciar el desenvolupament d'aquest. De totes maneres s'ha descrit que alguns d'aquests gens són dosi-dependents, per tant la inhibició d'una sola copia seria suficient per iniciar el desenvolupament tumoral. Aquest fet es coneix com a haploinsuficiència.